# Trachylepis albotaeniata
Trachylepis albotaeniata (пембанська мабуя) — вид сцинкоподібних ящірок родини сцинкових (Scincidae). Ендемік Танзанії.

## Поширення і екологія
Пембанські мабуї є ендеміками острова Пемба в архіпелазі Занзібар. Вони живуть в тропічних лісах і садах, на полях і плантаціях, поблизу людських поселень. Ведуть денний, деревний спосіб життя.